# Ubaldino do Amaral
Ubaldino do Amaral Fontoura (Lapa, 27 de agosto de 1842 — Rio de Janeiro, 22 de janeiro de 1920) foi um jornalista, jurista, político, dramaturgo e professor brasileiro. Foi ministro do Supremo Tribunal Federal de 1894 a 1896, além de senador pelo Paraná, prefeito do Distrito Federal e presidente do Banco do Brasil.

## Família e educação
Amaral era filho de Francisco das Chagas e Gertrudes Pilar do Amaral. Nasceu em 27 de agosto de 1842 na vila da Lapa, na época parte da Província de São Paulo. Em 22 de novembro de 1867, concluiu o curso de Ciências Jurídicas e Sociais na Faculdade de Direito de São Paulo, obtendo o título de bacharel.
Amaral casou-se com Rosa Cândida de Oliveira Amaral. Tiveram juntos vários filhos.

## Carreira

### Como político
Amaral ocupou seus primeiros cargos públicos ainda durante o Império, como membro efetivo do Conselho Diretor da Instrução Primária e Secundária do município da Corte. Politicamente, era um abolicionista ferrenho e defendia a República. Em 1889, foi nomeado pelo regime republicano recentemente instalado como inspetor da Alfândega do Rio de Janeiro.
Em 1891, Amaral foi eleito senador pelo Paraná. Integrou o Senado durante o Congresso Nacional Constituinte e presidiu a Comissão dos 21, responsável por elaborar a Constituição da República de 1891. Em dezembro do mesmo ano, renunciou, mas retornou ao Senado, novamente após ter sido eleito, em junho de 1892. Durante um ano, de maio de 1894 a maio de 1895, foi primeiro secretário e vice-presidente da casa.
Em 1897, Amaral foi nomeado Prefeito do Distrito Federal. Manteve-se no cargo por um ano, de novembro de 1897 a novembro de 1898. Em 1903, foi designado diretor do Banco da República, mais tarde renomeado para Banco do Brasil. De 1909 a 1910, presidiu a instituição. Foi ainda membro do Conselho da Junta Administrativa da Caixa de Amortização, onde ganhou experiência e conhecimento no setor bancário.

### Como jurista
Após a graduação, Amaral foi morar em Sorocaba, no interior de São Paulo. Ali abriu um escritório de advocacia e foi um dos fundadores dos periódicos Sorocabano e Ipanema e chefiou a campanha para o lançamento da Estrada de Ferro Sorocabana, grande obra de infra-estrutura no interior paulista. Em 1874, foi trabalhar com Saldanha Marinho em sua banca de advogados, no Rio de Janeiro. Nesta função, destacou-se como um jurisconsulto proeminente.
Em dezembro de 1894, Amaral foi nomeado ministro do Supremo Tribunal Federal (STF) pelo presidente Prudente de Moraes. Foi empossado na corte em 15 de dezembro de 1894. Foi o primeiro paranaense a integrar a mais alta corte do país. Renunciou ao cargo em 4 de maio de 1896.
Amaral presidiu Sociedade de Legislação Comparada e defendeu o Paraná no litígio que o estado mantinha em relação aos limites territoriais com Santa Catarina. Como professor, lecionou na Faculdade Livre de Direito do Rio de Janeiro.

### Como diplomata
Como diplomata, Amaral serviu como árbitro de seu país nos tribunais mistos brasileiro-boliviano e brasileiro-peruano. Foi embaixador da Comissão Permanente de Arbitramento do Tribunal de Haia.

### Como dramaturgo
Amaral também atuou como dramaturgo, onde escreveu as peças: O soldado brasileiro no ano de 1868, roteirizado com o médico e político, Cândido Barata Ribeiro e Discurso no Grande Oriente do Brasil em 1876. Posteriormente em 1877, ainda escreveu Segunda Conferência do Grande Oriente e Saldanha Marinho, perfil biográfico.

### Maçonaria
Amaral foi um dos fundadores da Loja Maçônica Perseverança III, em 1869, sendo seu primeiro orador. Através desta instituição, realizou diversos trabalhos filantrópicos.
Sua influência no grupo era tamanha que no ano de 1964, quarenta e quatro anos após a sua morte, foi fundada a Fundação Ubaldino do Amaral (FUA), no seio da Loja Maçônica. A Instituição é encarregada de atuar em diversas frentes de filantropia na cidade Sorocaba, ajudando a manter diversas instituições como o Lar Escola Monteiro Lobato de Sorocaba, a Liga Sorocabana de Combate ao Câncer, a Vila dos Velhinhos e a Associação Protetora dos Insanos.

## Morte
Morto em janeiro de 1920, aos 77 anos de idade, Amaral foi sepultado no Cemitério de São João Batista.